# Diocesi di Trujillo (Venezuela)
La diocesi di Trujillo (in latino Dioecesis Truxillensis in Venetiola) è una sede della Chiesa cattolica in Venezuela suffraganea dell'arcidiocesi di Mérida. Nel 2022 contava 868.480 battezzati su 926.860 abitanti. È retta dal vescovo José Trinidad Fernández Angulo.

## Territorio
La diocesi comprende lo stato venezuelano di Trujillo.
Sede vescovile è la città di Trujillo, dove si trova la cattedrale di Nostra Signora della Pace.
Il territorio è suddiviso in 79 parrocchie.

## Storia
La diocesi è stata eretta il 4 giugno 1957 con la bolla In maximis officii di papa Pio XII, ricavandone il territorio dall'arcidiocesi di Mérida.
Il 18 maggio 1960, con la lettera apostolica Tot inter angustias, papa Giovanni XXIII ha proclamato la Beata Maria Vergine, Nostra Signora della Pace patrona principale della diocesi.

## Cronotassi dei vescovi
Si omettono i periodi di sede vacante non superiori ai 2 anni o non storicamente accertati.
- Arturo Ignacio Camargo † (2 settembre 1957 - 13 dicembre 1961 deceduto)
- José Léon Rojas Chaparro † (13 dicembre 1961 succeduto - 11 giugno 1982 deceduto)
- Vicente Ramón Hernández Peña † (11 giugno 1982 succeduto - 3 aprile 2012 ritirato)
- Cástor Oswaldo Azuaje Pérez, O.C.D. † (3 aprile 2012 - 8 gennaio 2021 deceduto)
- José Trinidad Fernández Angulo, dal 15 luglio 2021

## Statistiche
La diocesi nel 2022 su una popolazione di 926.860 persone contava 868.480 battezzati, corrispondenti al 93,7% del totale.
| anno | popolazione | popolazione | popolazione | presbiteri | presbiteri | presbiteri | presbiteri                | diaconi | religiosi | religiosi | parrocchie |
| anno | battezzati  | totale      | %           | numero     | secolari   | regolari   | battezzati per presbitero | diaconi | uomini    | donne     | parrocchie |
| ---- | ----------- | ----------- | ----------- | ---------- | ---------- | ---------- | ------------------------- | ------- | --------- | --------- | ---------- |
| 1965 | ?           | ?           | ?           | 53         | 48         | 5          | ?                         |         |           | 5         | 46         |
| 1970 | ?           | 369.448     | ?           | 48         | 48         |            | ?                         |         | 24        | 94        | 54         |
| 1976 | 390.000     | 415.000     | 94,0        | 81         | 54         | 27         | 4.814                     |         | 27        | 79        | 54         |
| 1980 | 422.000     | 448.000     | 94,2        | 65         | 35         | 30         | 6.492                     |         | 30        | 82        | 56         |
| 1990 | 440.450     | 453.030     | 97,2        | 64         | 48         | 16         | 6.882                     | 1       | 19        | 91        | 57         |
| 1999 | 641.250     | 675.000     | 95,0        | 64         | 52         | 12         | 10.019                    | 2       | 14        | 78        | 60         |
| 2000 | 670.000     | 705.230     | 95,0        | 79         | 67         | 12         | 8.481                     | 8       | 14        | 71        | 61         |
| 2001 | 717.469     | 755.230     | 95,0        | 82         | 67         | 15         | 8.749                     | 10      | 16        | 79        | 62         |
| 2002 | 582.062     | 612.697     | 95,0        | 75         | 64         | 11         | 7.760                     | 10      | 12        | 83        | 62         |
| 2003 | 630.158     | 662.697     | 95,1        | 89         | 80         | 9          | 7.080                     | 12      | 21        | 83        | 63         |
| 2004 | 677.062     | 712.697     | 95,0        | 84         | 73         | 11         | 8.060                     | 22      | 11        | 72        | 63         |
| 2010 | 746.000     | 788.000     | 94,7        | 117        | 107        | 10         | 6.376                     | 23      | 18        | 75        | 68         |
| 2014 | 784.000     | 837.000     | 93,7        | 122        | 107        | 15         | 6.426                     | 23      | 20        | 66        | 76         |
| 2017 | 816.660     | 871.100     | 93,8        | 122        | 107        | 15         | 6.693                     | 30      | 15        | 54        | 77         |
| 2020 | 848.000     | 904.615     | 93,7        | 131        | 116        | 15         | 6.473                     | 48      | 15        | 50        | 80         |
| 2022 | 868.480     | 926.860     | 93,7        | 133        | 118        | 15         | 6.529                     | 62      | 15        | 38        | 79         |